# پیراهن سیاه
پیراهن سیاه (Camicia nera) یک فیلم مستند درام ایتالیایی به کارگردانی جواکینو فورتسانو است که در سال ۱۹۳۳ منتشر شد.
این فیلم، یک فیلم پروپاگاندا برای جشن دهمین سال تأسیس فاشیسم ایتالیا به رهبری بنیتو موسولینی بود و نام فیلم نیز اشاره به «پیراهن سیاهان» دارد.

## بازیگران
- کامیلو پیلوتو
- وینیچو سوفیا
- کارلو نینچی
- جووانی فراری
- پینو لوکی